# Яо Илинь
Яо Илинь (кит. упр. 姚依林, пиньинь Yao Yilin; 6 сентября 1917, Британский Гонконг — 11 декабря 1994, Пекин) — китайский государственный и партийный деятель, член Посткома Политбюро ЦК КПК (1987—1992), первый заместитель премьера Госсовета КНР (1988—1993).
Член КПК с ноября 1935 г. Член ЦК КПК 11 созыва (кандидат в члены ЦК 10 созыва), секретарь ЦК КПК 12 созыва, член Политбюро ЦК КПК 12 созыва (1985—1992, кандидат в члены с 1982), член Посткома Политбюро 13 созыва.

## Биография
Родился в состоятельной семье, рано потерял отца.
Ранние годы провёл в Чичжоу, провинции Аньхой, откуда корнями. В 1934 г. окончил среднюю школу в Шанхае. В этот период увлекся марксистско-ленинской литературой, участвовал в Шанхайской молодежной антияпонской демонстрации.
В 1934 г. поступил на химический факультет Университетf Цинхуа. Участник студенческого движения, патриотического и коммунистического движения. Летом 1935 г. был избран членом студенческого союза Университета Цинхуа. В период Движения 9 декабря секретарь Пекинской городской партийной исследовательской группы. В июне 1937 г. руководил работой городского комитета КПК в Тяньцзине, в сентябре того же года назначен членом провинциального комитета КПК Хэбэя, генеральным секретарем, начальником отдела пропаганды и секретарем городского комитета КПК Тяньцзиня. Также принят на экономический факультет Нанькайского университета.
Во время Японо-китайской войны (1937—1945) участник антияпонского сопротивления в Северном Китае, партработник. Возглавлял партийную организацию Шаньси-Чахар-Хэбэйского советского района.
С июня по сентябрь 1948 г. возглавлял департамент промышленности и торговли Объединенного административного комитета Северного Китая. Затем назначен министром промышленности и торговли и членом партийного комитета Народного правительства Северного Китая.

### После образования КНР
После провозглашения Китайской Народной Республики с 1949 г. — заместитель министра внешней торговли, в 1960—1966 гг. — заместитель, министр торговли КНР.
В годы «Культурной революции» подвергся преследованиям, был лишён партийных и государственных должностей, однако попал под защиту премьера Госсовета КНР Чжоу Эньлая и в 1973 г. был реабилитирован.
С 1973 г. — заместитель, в 1977—1978 гг. — первый заместитель министра внешней торговли.
- 1978—1882 гг. — руководитель Главного управления ЦК КПК (канцелярии ЦК КПК),
- 1978—1979 гг. — министр торговли и глава парткома министерства,
- 1978 г. — заместитель премьера Госсовета КНР,
- 1979—1981 гг — ответственный секретарь финансово-экономического комитета Государственного совета КНР,
- 1979—1982 гг. — заместитель Генерального секретаря ЦК КПК,
- 1980—1983 гг. — председатель Госплана КНР,
- 1983—1988 гг. — второй по рангу вице-премьер Госсовета КНР,
- 1987—1988 гг. — председатель Госплана КНР,
- 1988—1993 гг. — первый по рангу вице-премьер Госсовета КНР.

Руководил подготовкой и осуществлением шестого и седьмого пятилетних планов национального экономического и социального развития, а также руководил подготовкой плана восьмой Пятилетки. подчеркивал принцип, согласно которому масштабы строительства должны быть адаптированы к национальной мощи. Ввел ряд мер по сдерживанию инфляции. Принимал активное участие в принятии решений и осуществлении создания особых экономических зон, открытых прибрежных городов и прибрежных зон.
По завершении 14-го съезда партии в октябре 1992 г. ушёл в отставку.
Яо Илинь никогда не был близок к Дэн Сяопину, в то же время отмечалась его связь с Чэнь Юнем. Отмечали также его тесное сотрудничество и влияние на Ли Пэна. Во время Событий на площади Тяньаньмэнь (1989) вместе с Ли Пэном занимал жесткую позицию, настаивая на силовом подавлении протестов. Как отмечал политик: «Характер этого студенческого движения изменился. Он начался как естественное выражение скорби и превратился в социальную смуту». Он также был единственным членом Постоянного комитета, который отказывался вести диалог со студентами, потому что он полагал, что за этими студенческими организациями стоит небольшая группа заговорщиков, и диалог с ними только укрепит их способность свергнуть КПК.
В официальном некрологе ЦК КПК он был назван «выдающимся пролетарским революционером и видным хозяйственником» («outstanding proletarian revolutionary and eminent economic planner»), а его смерть была названа «большой потерей для КПК и страны».
Был женат, имел четверых детей: трёх дочерей и сына. Одна из его дочерей, Яо Миншань, замужем за Ван Цишанем, заместителем Председателя КНР (2018—2023).